# Соляні люди
Соляні люди (перс. مردان نمکی , mardān-e namakī) — це останки декількох людей, які були виявлені збереженими в соляних копальнях Чехрабад, розташованих у південній частині села Хамзехлу, на західній стороні міста Зенджан, у провінції Зенджан в Ірані. До 2010 року було виявлено останки шести людей, більшість із яких випадково загинули внаслідок обвалу сольових галерей, у яких вони працювали. Голова та ліва нога Соляної людини 1 виставлені в Національному музеї Ірану в Тегерані.

## Відкриття

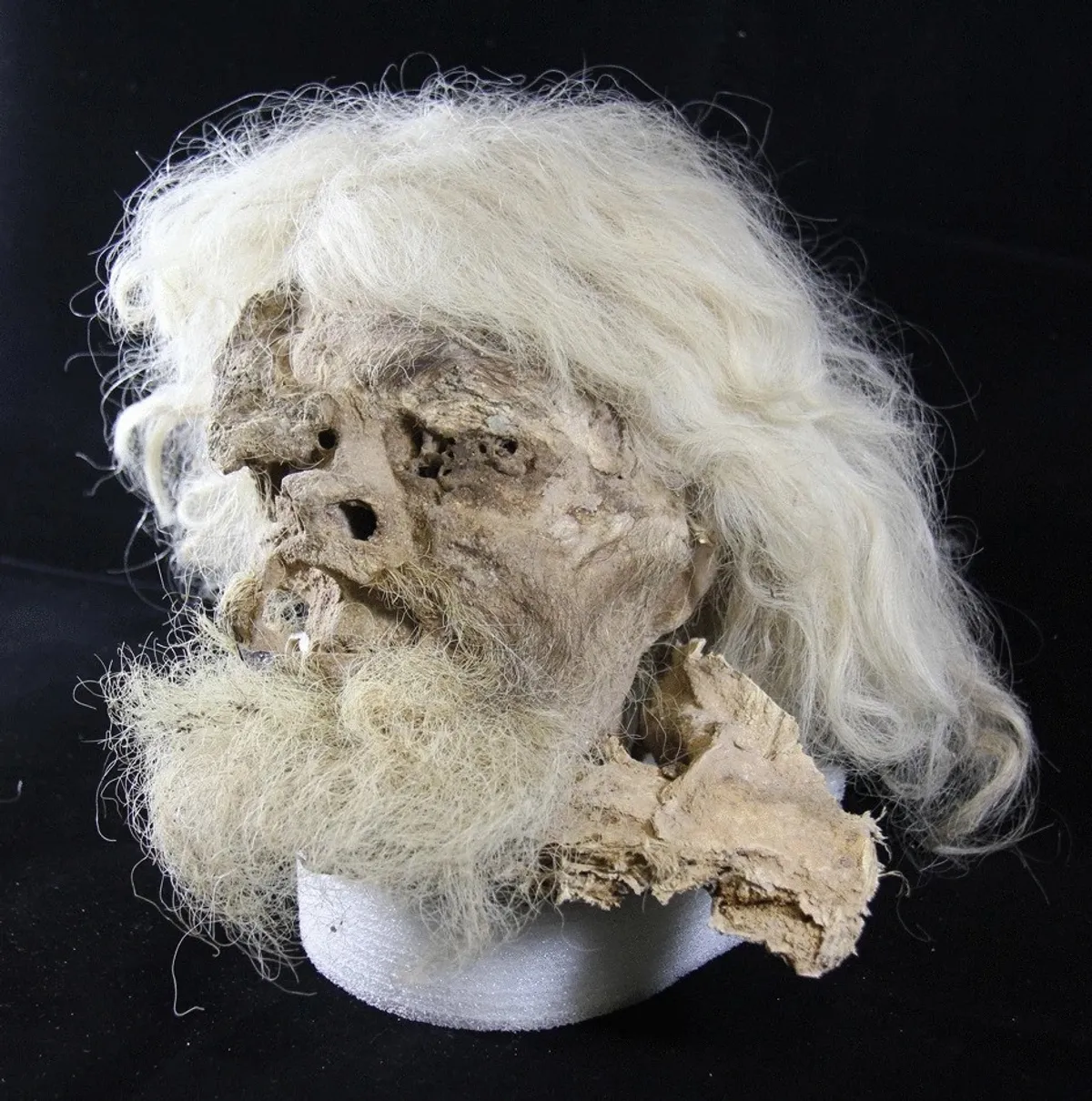
Голова Соляної людини 1 на виставці в Національному музеї Ірану в Тегерані

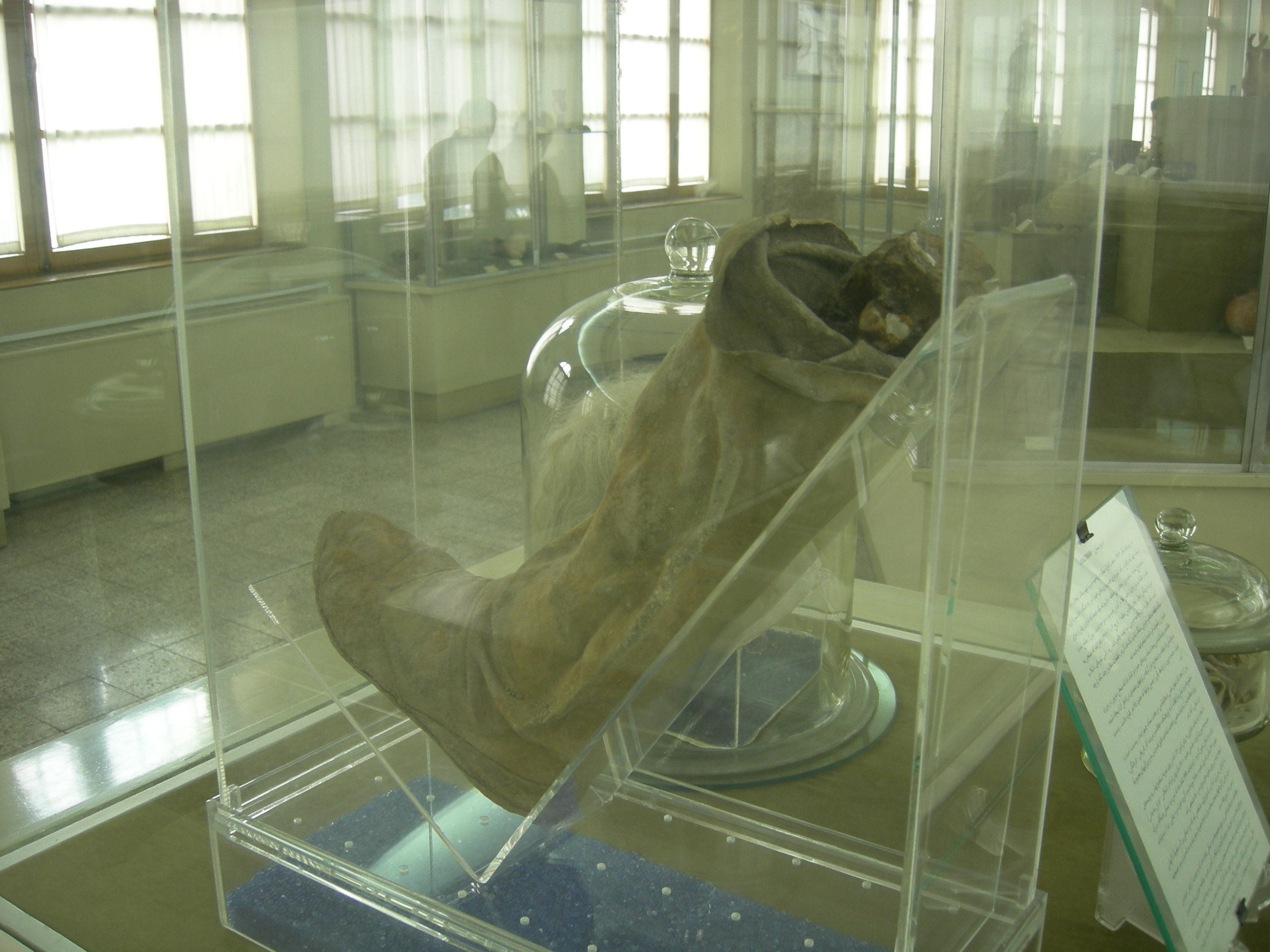
Лівий черевик із гомілкою Соляної людини 1

Взимку 1993 року шахтарі натрапили на тіло людини яке мало довге волосся, бороду. Поруч були виявлені ще деякі артефакти, до яких входили залишки тіла, гомілка всередині шкіряного черевика, три залізні ножі, вовняні напівштани, срібна голка, праща, частини шкіряної мотузки, жорно, волоський горіх, деякі черепки кераміки, деякі з візерунками текстильні фрагменти та кілька зламаних кісток. Тіло було поховано в середині тунелю приблизно на 45 метрів (148 фут) у довжину.

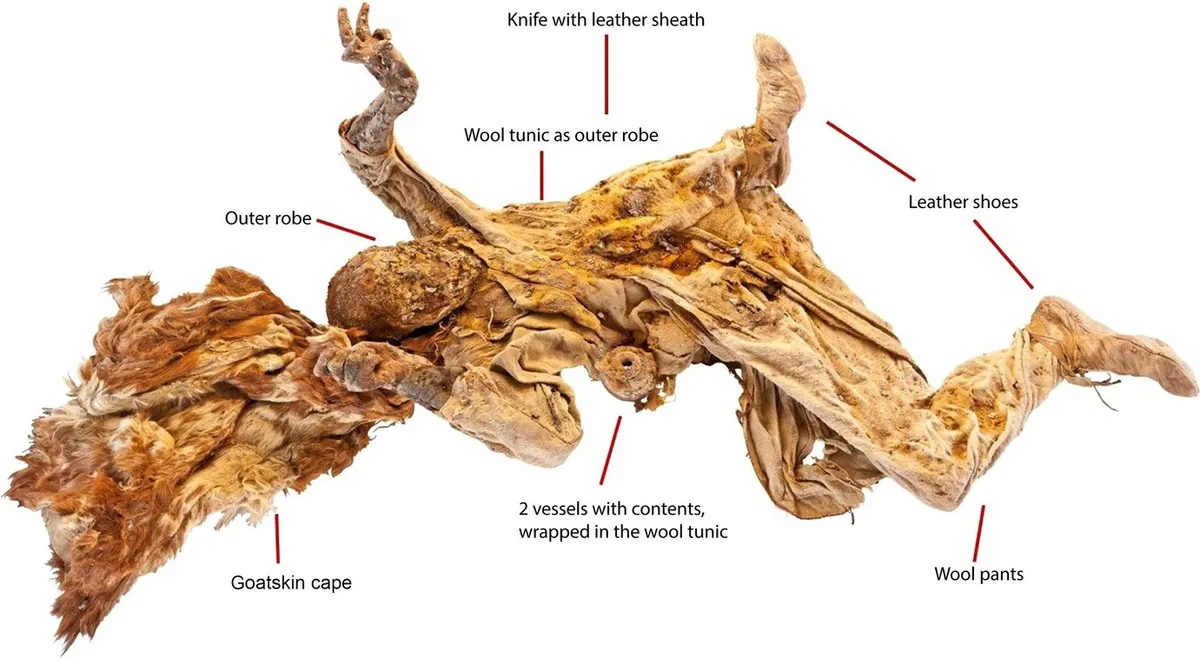
Останки Соляної людини 4, молодого чоловіка 15 або 16 років

У 2004 році інший працівник сьолової шахти знайшов останки другої людини. Під час археологічних розкопок, що відбувались у 2005 році, були знайдені останки ще двох чоловіків які були доволі добре збережені. У 2006 році Агентство новин Іранської культурної спадщини співпрацювало з Німецьким гірничим музеєм у Бохумі (Німеччина), а потім у 2007 році з Оксфордським університетом і Швейцарським університетом Цюріха для проведення ретельних досліджень. Розпочато науковий довгостроковий проект за підтримки Deutsche Forschungsgemeinschaft (DFG) та британських фондів. Чотири тіла, у тому числі підлітка та жінки, зберігаються в Археологічному музеї (Будинок Золфагарі) у Зенджані. Шосте тіло, знайдене під час розкопок 2010 року, залишили на місці на соляній шахті. Серед знайдених атрефактів було триста шматочків тканини, на деяких з яких збереглися малюнки та барвники. У 2008 році Міністерство промисловості та шахт скасувало дозвіл на видобуток.

## Дослідження
Після археологічних досліджень, які включали радіовуглецеве датування C14 різних зразків кісток і текстилю, Соляну людину датували приблизно 1700 роками тому. Дослідивши зразок волосся, визначили групу крові В+.
Тривимірне сканування, змодельоване науковою групою під керівництвом Джалала Джалала Шокоухі виявило переломи навколо ока та інші травми, які виникли перед смертю в результаті сильного удару. Візуальні характеристики включали довге волосся та бороду; золота сережка в лівому вусі вказувала на те, що людина, ймовірно, була високопоставленою чи впливовою особою. Причина його присутності та смерті в соляній шахті Чехрабад залишається загадкою.
Три знахідки соляної людини датуються парфянською (247 р. до н. е.–224 р. н. е.) і сасанідською (224—651 рр. н. е.) епохами, а решта — династією Ахеменідів (550—330 рр. до н. е.).
У дослідницькій статті 2012 року повідомлялося, що 2200-річна мумія Чехрабада мала яйця солітера з роду Taenia в своєму кишечнику. Це приносить нову інформацію про давню дієту, яка вказує на споживання сирого або недовареного м'яса, а також є найдавнішими доказами стародавніх кишкових паразитів в Ірані, доповнюючи знання про шлунково-кишкові патогени на Близькому Сході.